# Zainab (Roman)
Zainab. Ländliche Szenen und Sitten (arabisch زينب مناظر وأخلاق ريفية, DMG Zainab. Manāẓir wa-aḫlāq rīfīya) ist ein arabischer Roman, der vom ägyptischen Schriftsteller Muhammad Husain Haikal (gest. 1956) verfasst wurde. Er gilt als der erste ägyptische Roman im eigentlichen Sinne. Außerdem gilt er als erster Roman, in dem die Dialoge im ägyptischen Dialekt anstatt der gesetzlichen hocharabischen Sprache geführt werden. Haikal veröffentlichte das 1911 in Paris fertiggestellte Erstlingswerk zum ersten Mal 1913 in Kairo unter dem Sobriquet „ein Ägypter vom Land“ (Miṣrī fallāḥ), mit dem er seine Sympathien mit den Dorfbewohnern Ägyptens zum Ausdruck brachte. Der Roman ist eine scharfe Kritik an der Tradition der arrangierten Ehe, die bis heute in Ägypten existiert. Nachdem Haikal ein bekannter Journalist und Politiker geworden war, gab er den Roman 1929 zum zweiten Mal heraus. In diesem Jahr wurde Zainab verfilmt und gilt als erster ägyptischer Film.

## Autor und Entstehungsgeschichte

### Autor

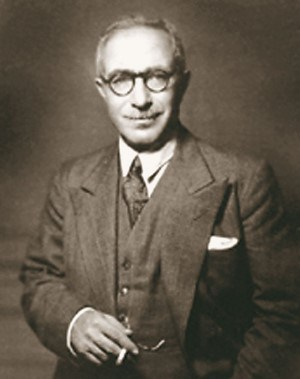
Muhammad Husain Haikal

Muhammad Husain Haikal wurde am 20. August 1888 in dem ägyptischen Dorf Kafr al-Ghannāma geboren. Als Sohn einer wohlhabenden Grundbesitzerfamilie studierte er zwischen 1905 und 1909 Jura in Kairo. Dann zog er nach Frankreich, wo er seine Promotion in Paris 1912 abschloss. Im selben Jahr kehrte er nach Ägypten zurück, wo er den Rest seines Lebens verbrachte. Er war lange Zeit als Anwalt tätig, und daneben beschäftigte er sich mit den politischen und journalistischen Tätigkeiten. Parallel dazu wurde er an der ägyptischen Universität als Dozent angestellt. Außerdem gehörte er den Mitbegründern der Liberal-Konstitutionellen Partei (Ḥizb al-aḥrār ad-dustūrīyīn) im Jahr 1922 an und war ab dem Jahr 1937 mehrmals Regierungsmitglied. Am 5. Oktober 1956 starb er in Kairo.

### Entstehungsgeschichte
Haikal begann mit der Abfassung des Romans im Jahre 1910, als er in Paris Rechtswissenschaft studierte. In seinem Vorwort drückte Haikal zwei Elemente aus, die den größten Einfluss auf diesen Roman haben: „Zainab ist das Ergebnis des Heimwehs und dessen, was dazu gehört. Es ist gestaltet von der Schreibfeder eines in Paris Ansässigen, der von Sehnsucht nach Ägypten erfüllt ist, in Bewunderung für Paris und die französische Literatur.“
Haikal schrieb den ganzen Roman nicht komplett in Paris, sondern ein paar Teile davon in London und in der Schweiz während seiner vorlesungsfreien Zeit. Haikal zufolge spiegelt sich sein kurzer Aufenthalt in der Schweiz in der detaillierten Beschreibung der ägyptischen, ländlichen Natur wider. Im Jahr 1911 stellte er den Roman fertig und ging im nächsten Jahr nach Ägypten zurück. Haikal äußerte später, dass er sich bewusst war, mit dem Roman Zainab eine „neue Tür“ in der ägyptischen Literatur geöffnet zu haben. Dennoch zögerte er, diesen Roman zu veröffentlichen. Nach langer Überlegung entschied er, sein während eines Studienaufenthalts in Paris entstandenes Erstlingswerk unter dem Pseudonym Miṣrī Fallāḥ (ein Ägypter vom Land) im Jahr 1914 in Kairo herauszugeben. Trotzdem ist Haikals Verfasserschaft bekannt geworden, deshalb veröffentlichte er die neue Auflage 1929 unter seinem Namen. Daraufhin wurde Zainab von Muhammad Karim für das Kino verfilmt und gilt als erste Filmproduktion Ägyptens.

## Handlung
Der Roman dreht sich um das schöne ägyptische Bauernmädchen Zainab, das zusammen mit seiner Familie auf den Baumwollfeldern ihres Dorfes arbeitet. Hāmid, der älteste Sohn des Grundbesitzers, der in Kairo lebt, beobachtet sie in den Sommerferien bei der Arbeit auf den Feldern, verliebt sich in sie und küsst sie mehrfach. Gleichzeitig fühlt er sich jedoch zu seiner Cousine ʿAzīza hingezogen, die in der Stadt lebt. Beim Fest des Fastenbrechens, das er zusammen mit seiner Familie und Freunden auf dem Dorf feiert, erfährt er, dass Zainab mit einem Mann namens Hasan verheiratet werden soll. Während Zainab Hāmid gegenüber nur Sympathie empfindet, fühlt sie sich in Liebe zu dem Vorarbeiter Ibrāhīm hingezogen, der ihre Liebe auch erwidert. Als sie erfährt, dass ihr Vater sie mit Ibrāhīms Freund Hasan verheiraten will, ist sie verzweifelt, traut sich jedoch nicht, Widerspruch zu leisten. Sie vermutet, dass ihr Vater dies nur deswegen wünscht, weil Hasan Sohn einer begüterten Familie ist, und beginnt diesen zu hassen. 
In der Zeit bis zur Eheschließung trifft sich Zainab häufig mit Ibrāhīm und tauscht mit ihm Zärtlichkeiten aus. Da sie Hasan auf keinen Fall heiraten will, denkt sie über eine gemeinsame Flucht mit ihrem Geliebten nach. Ihre Mutter beschwichtigt sie, indem sie ihr Geschichten von Mädchen erzählt, die mit ihnen unbekannten Männern verheiratet wurden und nach der Eheschließung sehr glücklich wurden. Als schließlich der Ehekontrakt geschlossen werden soll und Zainab nach ihrem Einverständnis gefragt wird, bringt sie kein Wort heraus und bricht in Weinen aus. Das wertet der Bevollmächtigte des Qādī, der die Ehe schließen soll, als stillschweigende Zustimmung, woraufhin der Ehekontrakt zwischen dem Bräutigam und dem Vertreter der Braut besiegelt wird. Am Abend des folgenden Tages wird Zainab in das Haus der Familie ihres Ehemannes überführt. Zainab versucht, ihren Aufgaben als Ehefrau und Schwiegertochter möglichst gut nachzukommen, fühlt sich in der Familie ihre Ehemannes jedoch einsam und fremd. Die einzigen Lichtblicke in ihrem monotonen Alltag bilden zufällige Begegnungen mit Ibrāhīm. Zwar wendet sich Hasan seiner Frau zärtlich zu, als er ihre Traurigkeit bemerkt, doch öffnet sie ihm nicht ihr Herz, sondern verbirgt ihre wahren Gefühle. 
Hāmid, der die Sommerferien erneut auf dem Land verbringt, belästigt eine junge Feldarbeiterin, indem er sie gegen ihren Willen auf dem Feld vor den Augen der anderen immer wieder küsst und umarmt, bereut jedoch hinterher sein Verhalten. Nachdem er ʿAzīza wiedergesehen hat, schreibt er ihr einen Liebesbrief, der von ihr auch beantwortet wird. Es entspinnt sich ein Briefwechsel zwischen den beiden, der jedoch schon wenige Wochen später damit endet, dass ʿAzīza ihm mitteilt, dass ihre Eltern sie mit einem anderen Mann verheiraten wollen und sie sich ihrem Willen zu fügen gedenkt. Da ihn Zainab, die er wieder trifft, mit Verweis auf ihre Ehe ebenfalls zurückweist, fällt Hāmid in tiefe Traurigkeit und Verzweiflung. Als wenig später ein sufischer Scheich das Dorf besucht und mit seinen Anhängern eine wilde Dhikr-Zeremonie abhält, findet Hāmid großen Gefallen daran. Er sucht den Scheich am folgenden Nachmittag auf, erzählt ihm von seinem Kummer und leistet ihm die Baiʿa, doch bereut er noch am gleichen Tag seine Entscheidung, als ihm die geistige Beschränktheit des Scheichs bewusst wird. Nach ein paar Tagen kehrt er nach Kairo zurück und verschwindet in der Anonymität der Großstadt. In zwei Briefen an seinen Vater erklärt er, dass er sich auf die Suche nach jemandem begeben hat, der ihn liebt, und sich ein neues Leben aufbauen will.
Ibrāhīm wird seinerseits zum Militärdienst in den Sudan einberufen. Da er nicht genug Geld besitzt, kann er sich nicht davon frei kaufen. Vor seiner Abreise trifft er sich mehrfach heimlich mit Zainab, und die beiden tauschen Zärtlichkeiten aus. Bei der letzten Begegnung fällt ihm ein Tuch aus der Hosentasche, das Zainab als kostbares Andenken aufbewahrt. Nach Ibrāhīms Abreise versinkt Zainab immer mehr in Schwermut und erkrankt schließlich an Tuberkulose. Die Menschen in ihrer Umgebung und sie selbst nehmen diese Krankheit zunächst nicht ernst und deuten ihre Symptome als Wirkung des Bösen Blicks. Um Zainab vor dem Bösen Blick zu schützen, brennt Hasans Mutter bei ihr Weihrauch ab und vollzieht magische Riten. Ein Arzt wird erst gerufen, als Zainabs Zustand bereits aussichtslos ist. Kurz vor ihrem Tod kehrt Zainab in das Haus ihrer Eltern zurück. In einem letzten Gespräch mit ihrer Mutter tadelt sie ihre Eltern, dass sie sie gegen ihren Willen verheiratet und damit ihren Tod verursacht haben, und warnt sie, diesen Fehler bei ihren jüngeren Schwestern nicht zu wiederholen. Während sie im Sterben liegt, nimmt Zainab Ibrāhīms Tuch, hält es an ihre Lippen und an ihr Herz und bittet ihre Mutter, dafür zu sorgen, dass es mit ihr begraben wird. Danach stirbt sie.

## Stil
Der Roman Zainab erhielt seine besondere Bedeutung durch seinen neuen Stil. Zainab ist der erste arabische Roman, in dem in Dialogen der umgangssprachliche ägyptische Dialekt verwendet wurde. Durch die Nachzeichnung der inneren Entwicklung und der Selbstreflexion seiner jugendlichen Protagonisten trägt Zainab Züge des Bildungsromans. Im Hinblick auf den Untertitel „ländliche Szenen und Sitten“ zeigt sich klar, wie er weniger von Handlung als vielmehr von den Schilderungen und Beschreibungen des ägyptischen Landlebens und der Einstellung der Bevölkerung Anfang des 20. Jahrhunderts lebt. Anders als die anderen schriftlichen Arbeiten der damaligen Zeit bezieht sich Hayikal in diesem Roman auf realistische und eigene Erlebnisse, die er als Fellache und Sohn einer begüterten Familie erlebte. Die Handlung entfaltet sich durch die Fellachen und das Dorf, wobei Haikal die ländlichen Sitten, Gewohnheiten und Traditionen, die er selbst erlebte, widerspiegelt. Dank des Heimwehs Haikals ist der nostalgische Grundton in dem Roman zu erkennen. Hilary Kilpatrick geht auf den französischen Einfluss auf Zainab ein, indem sie meinte, dass Zainab Rousseaus Gedanken viel zu verdanken hat. Für sie bildet die Verteidigung der Gefühle gegen die vorgeschriebenen Gesetze einen Beweis für die romantische Tendenz. Ihr zufolge ist die Figur Ḥāmid in vielerlei Hinsichten nach den Hauptfiguren Rousseaus nachgestaltet. Nach ihrer Ansicht dient die Romantik der Reformbewegung, die in der damaligen ägyptischen Gesellschaft bezüglich der Kampagne zur Frauenemanzipation und gegen die arrangierte Ehe zur Diskussion kam. Weder die gebildete ʿAziza noch die analphabetische Zainab konnten ihre Freiheit in der Ehe genießen. Dieser Handlung bestätigt, dass Haykal die Rechte der Frauen unterstützt hat.

## Bedeutung des Romans in der arabischen Literaturgeschichte
Zainab ist ein sehr bedeutender Roman in der arabischen Literaturgeschichte. Ob er der erste Roman der arabischen Literatur ist oder nicht, ist unter den Literaturkritikern umstritten. Laut Roger Allen gilt Zainab als erster ahistorischer Roman der arabischen Literatur. Obwohl es vor Haikals Roman schon andere schriftliche Arbeiten wie etwa Al-muwaylīḥīs Hadiṯh ʿĪsa ibn Hīšām oder Maḥmūd Ḥaqqīs ʿAḏrā' Dinschawāy gab, vertreten die meisten Literaturkritiker die Meinung, dass Zainab der erste arabische Roman ist. Entscheidend bei dieser Betrachtung ist es aus der Sicht von Sakkut, dass Haikal sich auf realistische zeitgenössische Ereignisse stützt, was aber in den vorherigen Texten nicht der Fall war. Elliott Colla ist da anderer Meinung. In seiner Studie führt er an, dass das Wort „riwāya“, das heute für den Begriff Roman verwendet wird, erst in den 1960er Jahren zur Verwendung kam. Auch gab es zur Zeit der Erstausgabe Zainabs noch weitere zeitgenössische Bücher, auch ältere, welche die gleichen Themen behandelten und einen ähnlichen Stil hatten. Sakkut dagegen vertrat die Meinung, dass die zweite Ausgabe Zainabs des Jahres 1929 die Geburt des arabischen Romans darstellt: „Man kann daher zutreffender sagen, dass die eigentliche Geburt des arabischen Romans im Jahr 1929 liegt, nämlich als Zaynab einen zweiten Druck durchlief.“ Für Roger Allen ist es nicht entscheidend, ob Zainab der erste arabische Roman ist, vielmehr ist er ein „äußerst wichtiger Schritt in einem kontinuierlichen Prozess.“

## Rezeption
Von vielen Literaturkritikern ist Zainab nicht nur als erster arabischer Roman betrachtet worden, sondern mehr als einzigartiger Roman der damaligen Zeit. Der amerikanische Arabist Roger Allen betont den neuen Stil Zainabs und erklärt, was ihn von den vorherigen schriftlichen Arbeiten unterscheidet: „Während früheren Versuchen, Romane zu schreiben, ein realistischer Hintergrund fehlte, versetzte Haykal seine Leser in ein ägyptisches Dorfes und ging ausführlich auf die natürliche Umgebung ein.“ In dem Vorwort des Romans bemerkt Haikal, dass die Erstausgabe des Romans in Vergessenheit geraten war. Laut Sakkut liegt der Misserfolg der ersten Ausgabe darin, dass die Leute zu dieser Zeit wegen des Ersten Weltkriegs abgelenkt waren. Wegen des Widerstands vieler Ägypter gegen die Briten wurden während des Ersten Weltkrieges viele ägyptische Zeitungen verboten, darunter auch die Zeitung Al-ǧarīda, die den Roman Zainab veröffentlichte. Obwohl es umstritten ist, ob Zainab der erste Roman der arabischen Literatur ist, betrachtete der ägyptische Schriftsteller Yahya Hakki Zainab klar als ersten Roman der ägyptischen Literatur: „Glücklicherweise wurde (durch den Roman Zainab) die erste (schriftliche) Erzählung unserer (, ägyptischen) modernen Literatur auf wunderschöne Weise geboren, deshalb hat er erstens sich das Recht auf Existenz und Bestand bewiesen. Zweitens hat es (sich der Roman) verdient, die Stelle eines Urromans zu bekommen, worauf wir uns stützen können.“ Haykals zeitgenössische äygptische Orientalist H. A. R. Gibb, der Zainab als „ersten realen“ ägyptischen Roman betrachtet, meinte, dass das anonym herausgegebene Erstlingswerk Zainabs geringe Aufmerksamkeit gefunden hat. Obgleich „Zainab sich entscheidend in Sprache, Stil, Thema und Behandlung von allem, was zuvor in der arabischen Literatur geschehen war, löste.“
Verschiedene malaysische Wissenschaftler stellten die Vermutung an, dass Zainab die Vorlage für den malaiischen Roman Hikayat Faridah Hanom bildete, doch gilt diese Auffassung aufgrund der großen Unterschiede zwischen den beiden Romanen mittlerweile als überholt.

## Textausgaben

### Erste Ausgabe
Laut Haikal stellte er Zainabs Erstlingswerk 1911 in Paris fertig, gab ihn aber erst drei Jahre später zum ersten Mal unter dem Pseudonym (Miṣrī Fallāḥ) heraus. Obwohl Haikal in dem Vorwort der zweiten Ausgabe Zainabs zugab, dass er Zainab zum ersten Mal im Jahr 1914 veröffentlicht hat, vertritt Sakkut die Meinung, dass Zainab erstmals im Jahr 1913 ans Publikum gebracht wurde. Sakkut zufolge schrieb der ägyptische Schriftsteller Zaki Kuhin einen Artikel über den Roman Zainab am 2. September 1913 in der Zeitung Al-Dscharīda. Diesem ist ein weiterer Artikel am 2. Oktober 1913 in der Zeitschrift Al-Bayān gefolgt. Der Artikel in Al-Bayān veranlasste einige Literaturforscher zur Annahme, dass der Roman im Jahr 1912 zum ersten Mal veröffentlicht wurde, da der Artikel eine Reihe gesammelter Ausgaben dieses Jahres beinhaltet. Allerdings wurde dieser Artikel nach dem islamischen Kalender datiert, daher bemerkten die Forscher nach der Sicht Sakkuts dies nicht oder erkannten nicht, dass der Artikel in dem islamischen Monat Dhū l-Qaʿda 1331 n.H. herausgegeben wurde, der am zweiten Oktober 1913 begann. Elliott Colla betont in seiner Studie, dass die erste Ausgabe Zainabs 1913 nicht als einzigartiges Werk (an)erkannt wurde; deshalb geriet sie während des Ersten Weltkriegs und des Kampfes der Ägypter um die nationale Unabhängigkeit in Vergessenheit.

### Zweite Ausgabe
Nachdem Haykal ein bekannter Journalist und bedeutender Politiker geworden war, gab er Zainab zum zweiten Mal im Jahr 1929 unter seinem Namen heraus. Während Zainabs zweite Ausgabe für Sakkut die Geburt des arabischen Romans darstellt, vertritt Colla die Meinung, dass Haykal in der zweiten Ausgabe viele Prosa-Fiktionen ignoriert habe, die in der ersten Ausgabe zu finden seien. Zainabs zweite Ausgabe wurde verfilmt und gilt als erster arabischer Film.

### Übersetzung
John Mohammed Grinsted übersetzte den Roman unter dem Titel Zainab. The first Egyptian Novel ins Englische und versah in mit einer kurzen Einführung.

## Verfilmung
- Der Roman wurde im Jahr 1929 zum ersten Mal als Stummfilm verfilmt.[27]
- Der Roman wurde im Jahr 1952 zum zweiten Mal als Tonfilm reproduziert.[28]

## Belege
1. ↑  Grotzfeld: „Zainab“ in Kindlers Neues Literatur Lexikon Bd. VII, S. 172.
2. ↑  Vgl. , David Semah (1974) S. 74, Four Egyptian Literary Critics
3. 1 2  Grinsted: Mohammed Hussein Haikal's Zainab. 1989, S. III.
4. ↑  Andreas Pflitsch: „Biogramm: Haikal, Muḥammad Ḥusain“ in Kindlers Literatur Lexikon Online.
5. ↑  Haikal: Zainab 1992, S. 11.
6. 1 2  Vgl. Haikal: Zainab, Daru-l-maʿārif Verlag, 5. Auflage, 1992, S. 7–11
7. ↑  Haikal: Zainab. Manāẓir wa-aḫlāq rīfīya. 1992.
8. ↑  Vgl. Roger Allen: The arabic novel an historical and critical Introducing. Syracuse university press, 1982, S. 34–35.
9. ↑  Kindlers Literatur Lexikon
10. ↑  Kindlers Literatur Lexikon
11. ↑  Vgl. Hamdi Sakkut: The Arabic Novel Bibliography and Critical Introduction 1865-1995, Daru-l-Kutub, S. 18.
12. ↑  Vgl. Hilary Kilpatrick: The Egyptian Novel from Zaynab to 1980, ed. von M. M. Badawi, in „The Cambridge History of Arabic Literature, Modern Arabic literature“, Cambridge university press, 1992, S. 225.
13. ↑  Vgl. Roger Allen:The arabic novel an historical and critical Introducing. Syracuse university press, 1982, S. 33.
14. ↑  Vgl. Roger Allen:The arabic novel an historical and critical Introducing. Syracuse university press, 1982, S. 31.
15. ↑  Vgl. Hamdi Sakkut: The Arabic Novel Bibliography and Critical Introduction 1865-1995, Daru-l-Kutub, S. 17.
16. ↑  Vgl. Hamdi Sakkut: The Arabic Novel Bibliography and Critical Introduction 1865-1995, Daru-l-Kutub, S. 18
17. 1 2 3  Vgl. Elliott Colla: How Zaynab Became the First Arabic Novel, History Compass 6, 2008
18. ↑  Vgl. Hamdi Sakkut: The Arabic Novel Bibliography and Critical Introduction 1865-1995, Daru-l-Kutub, S. 19
19. ↑  Vgl. Roger Allen:„The status of 'Zaynab' by Muhammad Husayn Haykal“, Modern Arabic literature, ed. von M. M. Badawi, Cambridge university press, 1992, S. 190
20. ↑  Roger Allen:The arabic novel an historical and critical Introducing. Syracuse university press, 1982, S. 31–32
21. ↑  Vgl. Hamdi Sakkut: The Arabic Novel Bibliography and Critical Introduction 1865-1995, Daru-l-Kutub, S. 19.
22. ↑  Yahya Hakki:Faǧr al-qiṣatu-l-maṣria, al-maktaba aṯ-Ṯaqāfia 6, V. Daru-l-qalam bi al-qāhira, S. 38
23. ↑  H.A.R. Gibb, "Studies in Contemporary Arabic Literature," in Studies on the Civilization of Islam, ed. S.J. Shaw and W.R. Polk (Boston: Beacon Press, 1962), p. 292
24. 1 2  Vgl. Hamdi Sakkut: The Arabic Novel Bibliography and Critical Introduction 1865-1995, Daru-l-Kutub, S. 20.
25. ↑  Vgl. Roger Allen:The arabic novel an historical and critical Introducing. Syracuse university press, 1982, S. 34.
26. ↑  John Mohammed Grinsted: Mohammed Hussein Haikal's Zainab. The first Egyptian Novel. Darf Publishers, London, 1992.
27. ↑  Vgl.  Zainab.1930
28. ↑  Vgl.  Zainab.1952